# Krzysztof Kciuk
Krzysztof Kciuk (ur. 11 czerwca 1980 w Katowicach) – polski darter, noszący przydomek The Thumb (Kciuk). Jest zrzeszony w federacji PDC od 2020 r., wcześniej uczestniczył w turniejach konkurencyjnych federacji BDO. Jego najlepszym osiągnięciem w PDC jest dojście do półfinału turnieju Players Championship 9 24 kwietnia 2021 roku.

## Spis najlepszych wyników w dużych turniejach

### BDO
- Mistrzostwa Świata 2019 – 1/8 finału
- World Masters 2018 – 1/16 finału

### PDC
- Mistrzostwa Świata 2010 – runda kwalifikacyjna
- UK Open 2022 - 4.runda

## Wyniki na Mistrzostwach Świata

### PDC
- 2010: Q. runda (porażka z Harukim Muramatsu 1-4)

### BDO
- 2019: 2. runda (porażka z Scottem Mitchellem 0-4)